# Sōya Takahashi
Sōya Takahashi (高橋 壮也?, Takahashi Sōya; Matsue, 29 febbraio 1996) è un calciatore giapponese, difensore svincolato.

## Carriera
Ha giocato nella massima serie dei campionati giapponese (con il Sanfrecce Hiroshima) e svedese (con l'AFC Eskilstuna).

## Palmarès

### Club

#### Competizioni nazionali
- Supercoppa del Giappone: 2

Sanfrecce Hiroshima: 2014, 2016
- Campionato giapponese: 1

Sanfrecce Hiroshima: 2015